# Selma Vieira
Selma Cristina Vieira, mais conhecida como Selma Vieira (São José dos Campos, 4 de maio de 1975), é uma cantora e baixista brasileira. 

## Carreira
Sua primeira banda de rock foi a banda Jerks, em sua cidade natal, ao lado de Daphine Ribeiro e André Dias.
E,m 2004, ingressou na banda de rock Autoramas, em substituição à Simone do Valle e estreou em dezembro, na turnê que o trio fez no Chile e Argentina. Permaneceu na banda até 2008. O estopim da saída de Selma teria sido sua ausência na gravação da faixa "Cry Baby Cry", que será lançado num tributo ao White Album dos Beatles.

## Discografia
Com os Autoramas
- 2007 - Teletransporte